# Lee David Johnson
Lee David Johnson (Newmarket, 7 giugno 1981) è un allenatore di calcio ed ex calciatore inglese di ruolo centrocampista.
Prima di diventare un manager, ha giocato per il Brighton & Hove Albion, Yeovil Town, Heart of Midlothian, Bristol City, Derby County, Chesterfield e Kilmarnock. Johnson ha fatto il suo debutto manageriale con l'Oldham Athletic nel 2013, ha assunto la guida di Barnsley tra il 2015 e il 2016 e ha trascorso quattro anni come capo allenatore del Bristol City prima del suo licenziamento nel luglio 2020. Nel dicembre 2020, Johnson è stato nominato capo allenatore al Sunderland.

## Statistiche

### Statistiche da allenatore
Statistiche aggiornate al 15 luglio 2021. In grassetto le competizioni vinte.
| Stagione               | Squadra                | Campionato             | Campionato | Campionato | Campionato | Campionato | Coppe nazionali | Coppe nazionali | Coppe nazionali | Coppe nazionali | Coppe nazionali | Coppe continentali | Coppe continentali | Coppe continentali | Coppe continentali | Coppe continentali | Altre coppe | Altre coppe | Altre coppe | Altre coppe | Altre coppe | Totale | Totale | Totale | Totale | % Vittorie | Piazzamento |
| Stagione               | Squadra                | Comp                   | G          | V          | N          | P          | Comp            | G               | V               | N               | P               | Comp               | G                  | V                  | N                  | P                  | Comp        | G           | V           | N           | P           | G      | V      | N      | P      | %          | Piazzamento |
| ---------------------- | ---------------------- | ---------------------- | ---------- | ---------- | ---------- | ---------- | --------------- | --------------- | --------------- | --------------- | --------------- | ------------------ | ------------------ | ------------------ | ------------------ | ------------------ | ----------- | ----------- | ----------- | ----------- | ----------- | ------ | ------ | ------ | ------ | ---------- | ----------- |
| mar.-giu. 2013         | Oldham Athletic        | FL1                    | 10         | 4          | 3          | 3          | FACup+CdL       | -               | -               | -               | -               | -                  | -                  | -                  | -                  | -                  | FLT         | -           | -           | -           | -           | 10     | 4      | 3      | 3      | 40,00      | Sub. 19º    |
| 2013-2014              | Oldham Athletic        | FL1                    | 46         | 14         | 14         | 18         | FACup+CdL       | 5+1             | 2+0             | 2+0             | 1+1             | -                  | -                  | -                  | -                  | -                  | FLT         | 4           | 3           | 1           | 0           | 56     | 19     | 17     | 20     | 33,93      | 15º         |
| 2014-feb. 2015         | Oldham Athletic        | FL1                    | 31         | 11         | 10         | 10         | FACup+CdL       | 2+1             | 1+0             | 0+0             | 1+1             | -                  | -                  | -                  | -                  | -                  | FLT         | 3           | 1           | 2           | 0           | 37     | 13     | 12     | 12     | 35,14      | Eson.       |
| Totale Oldham Athletic | Totale Oldham Athletic | Totale Oldham Athletic | 87         | 29         | 27         | 31         |                 | 9               | 3               | 2               | 4               |                    | -                  | -                  | -                  | -                  |             | 7           | 4           | 3           | 0           | 103    | 36     | 32     | 35     | 34,95      |             |
| feb.-giu. 2015         | Barnsley               | FL1                    | 14         | 5          | 6          | 3          | FACup+CdL       | -               | -               | -               | -               | -                  | -                  | -                  | -                  | -                  | FLT         | -           | -           | -           | -           | 14     | 5      | 6      | 3      | 35,71      | Sub. 11º    |
| 2015-feb. 2016         | Barnsley               | FL1                    | 28         | 12         | 3          | 13         | FACup+CdL       | 1+2             | 0+0             | 0+2             | 1+0             | -                  | -                  | -                  | -                  | -                  | FLT         | 6           | 3           | 3           | 0           | 37     | 15     | 8      | 14     | 40,54      | Eson.       |
| Totale Barnsley        | Totale Barnsley        | Totale Barnsley        | 42         | 17         | 9          | 16         |                 | 3               | 0               | 2               | 1               |                    | -                  | -                  | -                  | -                  |             | 6           | 3           | 3           | 0           | 51     | 20     | 14     | 17     | 39,22      |             |
| feb.-giu. 2016         | Bristol City           | FLC                    | 17         | 8          | 3          | 6          | FACup+CdL       | -               | -               | -               | -               | -                  | -                  | -                  | -                  | -                  | -           | -           | -           | -           | -           | 17     | 8      | 3      | 6      | 47,06      | Sub. 18º    |
| 2016-2017              | Bristol City           | FLC                    | 46         | 15         | 9          | 21         | FACup+CdL       | 3+4             | 1+2             | 1+1             | 1+1             | -                  | -                  | -                  | -                  | -                  | -           | -           | -           | -           | -           | 53     | 18     | 11     | 23     | 33,96      | 17º         |
| 2017-2018              | Bristol City           | FLC                    | 46         | 17         | 16         | 13         | FACup+CdL       | 1+7             | 0+5             | 0+0             | 1+2             | -                  | -                  | -                  | -                  | -                  | -           | -           | -           | -           | -           | 54     | 22     | 16     | 16     | 40,74      | 11º         |
| 2018-2019              | Bristol City           | FLC                    | 46         | 19         | 13         | 14         | FACup+CdL       | 3+1             | 2+0             | 0+0             | 1+1             | -                  | -                  | -                  | -                  | -                  | -           | -           | -           | -           | -           | 50     | 21     | 13     | 16     | 42,00      | 8º          |
| 2019-lug. 2020         | Bristol City           | FLC                    | 41         | 15         | 10         | 16         | FACup+CdL       | 2+1             | 0+0             | 1+1             | 1+0             | -                  | -                  | -                  | -                  | -                  | -           | -           | -           | -           | -           | 44     | 15     | 12     | 17     | 34,09      | Eson.       |
| Totale Bristol City    | Totale Bristol City    | Totale Bristol City    | 195        | 74         | 51         | 70         |                 | 22              | 10              | 4               | 8               |                    | -                  | -                  | -                  | -                  |             | -           | -           | -           | -           | 217    | 84     | 55     | 78     | 38,71      |             |
| dic. 2020-2021         | Sunderland             | FL1                    | 32+2       | 14+1       | 11+0       | 7+1        | FACup+CdL       | -               | -               | -               | -               | -                  | -                  | -                  | -                  | -                  | FLT         | 5           | 4           | 1           | 0           | 39     | 19     | 12     | 8      | 48,72      | Sub. 4º     |
| 2021-2022              | Sunderland             | FL1                    | 29         | 16         | 6          | 7          | FACup+CdL       | 1+5             | 0+4             | 0               | 1+1             | -                  | -                  | -                  | -                  | -                  | FLT         | 4           | 2           | 1           | 1           | 39     | 22     | 7      | 10     | 56,41      | Eson        |
| Totale Sunderland      | Totale Sunderland      | Totale Sunderland      | 61+2       | 30+1       | 17+0       | 14+1       |                 | 6               | 4               | 0               | 2               |                    | -                  | -                  | -                  | -                  |             | 9           | 6           | 2           | 1           | 78     | 41     | 19     | 18     | 52,56      |             |
| 2022-2023              | Hibernian              | SPL                    | 33+5       | 13+2       | 5+2        | 15+1       | SC+CdL          | 1+4             | 0+2             | 0+0             | 1+2             | -                  | -                  | -                  | -                  | -                  | -           | -           | -           | -           | -           | 43     | 17     | 7      | 19     | 39,53      | 5°          |
| ago. 2023              | Hibernian              | SPL                    | 3          | 0          | 0          | 3          | SC+CdL          | 0+1             | 0+1             | 0+0             | 0+0             | UECL               | 6                  | 2                  | 1                  | 3                  | -           | -           | -           | -           | -           | 10     | 3      | 1      | 6      | 30,00      | Eson        |
| Totale Hibernian       | Totale Hibernian       | Totale Hibernian       | 36+5       | 13+2       | 5+2        | 18+1       |                 | 6               | 3               | 0               | 3               |                    | 6                  | 2                  | 1                  | 3                  |             | -           | -           | -           | -           | 53     | 20     | 8      | 25     | 37,74      |             |
| set.-dic. 2023         | Fleetwood Town         | FL1                    | 17         | 4          | 5          | 8          | FACup           | 2               | 1               | 0               | 1               | -                  | -                  | -                  | -                  | -                  | FLT         | 3           | 1           | 0           | 2           | 22     | 6      | 5      | 11     | 27,27      | Sub, Eson   |
| Totale carriera        | Totale carriera        | Totale carriera        | 445        | 170        | 116        | 159        |                 | 48              | 21              | 8               | 19              |                    | 6                  | 2                  | 1                  | 3                  |             | 25          | 14          | 8           | 3           | 485    | 188    | 121    | 176    | 38,76      |             |

## Palmarès

### Giocatore

#### Competizioni nazionali
- FA Trophy: 1

Yeovil Town: 2001-2002
- Conference National: 1

Yeovil Town: 2002-2003
- Football League Two: 2

Yeovil Town: 2004-2005
Chesterfield: 2010-2011
- Coppa di Scozia: 1

Hearts: 2005-2006

### Allenatore

#### Competizioni nazionali
- Football League Trophy: 1

Sunderland: 2020-2021